# إيرني مانجولد
إيرني مانجولد (بالألمانية: Erni Mangold) (ولدت في 25 يناير 1927) هي ممثلة مسرحية، وممثلة أفلام نمساوية.

## جوائز
حصلت على جوائز منها:
- النيشان الذهبي للخدمات المقدمة لمدينة فيينا ‏
- ميدالية كاينز  [لغات أخرى]‏
- جائزة نستروي [الإنجليزية]‏
- الوسام النمساوي للعلوم والفنون [الإنجليزية]‏
- جائزة الفيلم النمساوية [الإنجليزية]‏.

## وصلات خارجية
- إيرني مانجولد على موقع IMDb (الإنجليزية)
- إيرني مانجولد على موقع قاعدة بيانات الأفلام العربية
- إيرني مانجولد على موقع ألو سيني (الفرنسية)
- إيرني مانجولد على موقع أول موفي (الإنجليزية)
- إيرني مانجولد على موقع قاعدة بيانات الأفلام السويدية (السويدية)
- إيرني مانجولد على موقع ديسكوغز (الإنجليزية)
- إيرني مانجولد على موقع قاعدة بيانات الفيلم (الإنجليزية)
- إيرني مانجولد على موقع كينوبويسك (الروسية)